# Pheidole obtusopilosa
Pheidole obtusopilosa  (лат.) — вид муравьёв рода Pheidole из подсемейства Myrmicinae (Formicidae). Неотропика: Аргентина, Бразилия, Уругвай.

## Описание
Мелкие муравьи (1—3 мм) красновато-коричневого цвета с характерными большеголовыми солдатами. Передний край переднеспинки с килевидный, плечевые бугры развиты. На проподеуме имеются шипы. Усики рабочих и самок 12-члениковые (13 у самцов) с 3-члениковой булавой. Ширина головы крупных рабочих (HW) — 1,16 мм (длина головы — 1,18 мм). Ширина головы мелких рабочих — 0,56 мм (длина головы — 0,58 мм). Скапус усика солдат короткий, в 2 раза короче длины головы. Всё тело мелких рабочих матовое; голова солдат сетчато-бороздчатая. Стебелёк между грудкой и брюшком состоит из двух члеников: петиолюса и постпетиолюса (последний четко отделен от брюшка).
Известен случай нахождения в Аргентине в гнезде P. obtusopilosa муравьёв Oxyepoecus bruchi.

## Систематика
Вид был впервые описан в 1887 году австрийским мирмекологом Густавом Майром по рабочим и солдатам и назван obtusopilosa по признаку наличия грубых щетинок на теле. Самцы были впервые описаны в 1917 году, а самки в 1926 году итальянским мирмекологом Феликсом Санчи (F. Santschi). Pheidole obtusopilosa относится к видовой группе Pheidole flavens Group и сходен с видом Pheidole heterothrix.